# Койгородский район
Койгородский район (коми Койгорт район) — административно-территориальная единица и муниципальное образование (муниципальный район) в составе Республики Коми Российской Федерации.
Административный центр — село Койгородок.
Койгородский район приравнен к районам Крайнего Севера.

## География
Район расположен на юго-западе Республики Коми, в верховьях реки Сысола. На юге граничит с Кировской областью, на востоке — с Пермским краем.

## История
7 июня 1949 года Указом Президиума Верховного Совета РСФСР, за счёт разукрупнения Сысольского района, был образован Койгородский район.

## Население
| 1959   | 1970    | 1979    | 1989    | 2002    | 2009  | 2010  | 2011  | 2012  |
| ------ | ------- | ------- | ------- | ------- | ----- | ----- | ----- | ----- |
| 19 356 | ↘17 431 | ↘15 053 | ↘12 541 | ↘10 020 | ↘9121 | ↘8431 | ↘8393 | ↘8244 |
| 2013   | 2014    | 2015    | 2016    | 2017    | 2018  | 2019  | 2020  | 2021  |
| ↘8124  | ↘7972   | ↘7766   | ↘7630   | ↘7549   | ↘7435 | ↘7332 | ↘7210 | ↗7782 |
| 2024   |         |         |         |         |       |       |       |       |
| ↘7470  |         |         |         |         |       |       |       |       |

### Национальный состав
По переписи 2010 года:  
- Всего — 8431 чел.
- русские — 4704 чел. (56,1 %),
- коми — 2980 чел. (35,5 %),
- украинцы — 252 чел. (3,0 %)
- немцы — 162 чел. (1,9 %)
- указавшие национальность — 8383 чел. (100,0 %).

По итогам переписи населения 2020 года проживали следующие национальности (национальности менее 0,1 % и другое, см. в сноске к строке «Другие»):
| Национальность | Численность, чел. | Доля     |
| -------------- | ----------------- | -------- |
| Русские        | 5157              | 66,27 %  |
| Коми           | 1998              | 25,67 %  |
| Украинцы       | 87                | 1,12 %   |
| Немцы          | 85                | 1,09 %   |
| Татары         | 40                | 0,51 %   |
| Молдаване      | 28                | 0,36 %   |
| Белорусы       | 21                | 0,27 %   |
| Чуваши         | 12                | 0,15 %   |
| Другие         | 354               | 4,56 %   |
| Итого          | 7782              | 100,00 % |

## Административно-территориальное устройство
Административно-территориальное устройство, статус и границы Койгородского района установлены Законом Республики Коми от 6 марта 2006 года № 13-РЗ «Об административно-территориальном устройстве Республики Коми»
Район включает 7 административных территорий:
| №        | Административная территория                                  | Административный центр | Населённые пункты                                           | Количество населённых пунктов |
| -------- | ------------------------------------------------------------ | ---------------------- | ----------------------------------------------------------- | ----------------------------- |
| 1        | село Грива с подчинённой ему территорией                     | село Грива             | с. Грива, д. Карвуджем, д. Нижние Березники                 | 3                             |
| 2        | посёлок сельского типа Кажым с подчинённой ему территорией   | посёлок Кажым          | пст Кажым, пст Верхний Турунъю, пст Гуж, пст Нижний Турунъю | 4                             |
| 3        | село Койгородок с подчинённой ему территорией                | село Койгородок        | с. Койгородок                                               | 1                             |
| 4        | посёлок сельского типа Койдин с подчинённой ему территорией  | посёлок Койдин         | пст Койдин                                                  | 1                             |
| 5        | посёлок сельского типа Кузьёль с подчинённой ему территорией | посёлок Кузьёль        | пст Кузьёль, пст Ком, пст Усть-Воктым                       | 3                             |
| 5.000001 | посёлок сельского типа Нючпас с подчинённой ему территорией  | посёлок Нючпас         | пст Нючпас                                                  | 1                             |
| 6        | посёлок сельского типа Подзь с подчинённой ему территорией   | посёлок Подзь          | пст Подзь, пст Зимовка, пст Иван-Чомъя, пст Тыбъю           | 4                             |
| 7        | село Ужга с подчинённой ему территорией                      | село Ужга              | с. Ужга, пст Вежъю, д. Мырпонаыб, пст Седтыдор              | 4                             |

В мае 2016 года была упразднена административная территория посёлок сельского типа Нижний Турунъю с подчинённой ему территорией, которая была включена в состав административной территории посёлок сельского типа Кажым с подчинённой ему территорией Законом Республики Коми от 6 мая 2016 года № 41-РЗ.
12 октября 2018 года была упразднена административная территория посёлок сельского типа Ком с подчинённой ему территорией, которая была включена в состав административной территории посёлок сельского типа Кузьёль с подчинённой ему территорией Законом Республики Коми от 1 октября 2018 года № 72-РЗ
15 марта 2022 года административная территория посёлок сельского типа Нючпас с подчинённой ему территорией был объединён с административной территорией село Ужга с подчинённой ему территорией.

## Муниципально-территориальное устройство
В Койгородский муниципальный район входит 7 муниципальных образований со статусом сельского поселения:
| №        | Муниципальное образование | Административный центр | Количество населённых пунктов | Население (чел.) | Площадь (км²) |
| -------- | ------------------------- | ---------------------- | ----------------------------- | ---------------- | ------------- |
| 1e-06    | Сельское поселение:       |                        |                               |                  |               |
| 1        | Грива                     | село Грива             | 3                             | ↗404             | 433,46        |
| 2        | Кажым                     | посёлок Кажым          | 4                             | ↗1022            | 2074,51       |
| 3        | Койгородок                | село Койгородок        | 1                             | ↗2997            | 801,92        |
| 4        | Койдин                    | посёлок Койдин         | 1                             | ↘1131            | 6,44          |
| 5        | Кузьёль                   | посёлок Кузьёль        | 3                             | ↗283             | 2551,21       |
| 5.000002 | Нючпас                    | посёлок Нючпас         | 1                             | ↘121             | 904,28        |
| 6        | Подзь                     | посёлок Подзь          | 4                             | ↗1164            | 2157,75       |
| 7        | Ужга                      | село Ужга              | 4                             | ↗660             | 1120,59       |

В мае 2016 года было упразднено сельское поселение Нижний Турунъю, которое было включено в состав сельского поселения Кажым Законом Республики Коми от 6 мая 2016 года № 41-РЗ.
12 октября 2018 года было упразднено сельское поселение Ком, которое было включено в состав сельского поселения Кузьёль Законом Республики Коми от 1 октября 2018 года № 72-РЗ
15 марта 2022 года сельское поселение Нючпас было объединено с сельским поселением Ужга.

### Населённые пункты
В Койгородском районе 21 населённый пункт.
| №  | Населённый пункт | Тип     | Население | Сельское поселение |
| -- | ---------------- | ------- | --------- | ------------------ |
| 1  | Вежъю            | посёлок | ↘325      | Ужга               |
| 2  | Верхний Турунъю  | посёлок | ↘52       | Кажым              |
| 3  | Грива            | село    | 363       | Грива              |
| 4  | Гуж              | посёлок | ↘2        | Кажым              |
| 5  | Зимовка          | посёлок | ↘294      | Подзь              |
| 6  | Иван-Чомъя       | посёлок | ↘118      | Подзь              |
| 7  | Кажым            | посёлок | ↘940      | Кажым              |
| 8  | Карвуджем        | деревня | 4         | Грива              |
| 9  | Койгородок       | село    | ↗2997     | Койгородок         |
| 10 | Койдин           | посёлок | ↘1131     | Койдин             |
| 11 | Ком              | посёлок | ↘46       | Кузьёль            |
| 12 | Кузьёль          | посёлок | ↘202      | Кузьёль            |
| 13 | Мырпонаыб        | деревня | 2         | Ужга               |
| 14 | Нижние Березники | деревня | 0         | Грива              |
| 15 | Нижний Турунъю   | посёлок | 173       | Кажым              |
| 16 | Нючпас           | посёлок | ↘121      | Ужга               |
| 17 | Подзь            | посёлок | 872       | Подзь              |
| 18 | Седтыдор         | посёлок | 252       | Ужга               |
| 19 | Тыбъю            | посёлок | 2         | Подзь              |
| 20 | Ужга             | село    | 158       | Ужга               |
| 21 | Усть-Воктым      | посёлок | 43        | Кузьёль            |

## Руководство
Руководитель администрации МР «Койгородский»
- Ушакова Лариса Юрьевна

Председатель Совета МР «Койгородский», глава МР «Койгородский»
- Главинская Антонида Ивановна